# Ozonlaag
De ozonlaag of ozonsfeer is een laag in de stratosfeer, tussen ongeveer 15 en 50 kilometer hoogte, waarin relatief veel ozon aanwezig is.
De aardatmosfeer beschermt het leven op aarde door een gedeelte van de schadelijke straling die afkomstig is van de zon tegen te houden. Zo wordt het schadelijkste deel van de ultraviolette straling uit zonlicht tegengehouden door de ozonlaag.
Het ozon in de stratosfeer ontstaat doordat zuurstofmoleculen splitsen onder invloed van ultraviolette straling. De splitsingsproducten worden zuurstofradicalen genoemd. Deze radicalen reageren weer met een ander zuurstofmolecuul en vormen zo ozon. Dit ozon absorbeert weer heel makkelijk ultraviolette straling en vormt dan weer zuurstof en een vrij zuurstofradicaal. Het radicaal reageert weer met zuurstof en produceert een nieuw ozonmolecuul. Zodoende blijft dit instabiele molecuul toch in aanzienlijke concentraties aanwezig. De concentratie van het ozon in de stratosfeer is maximaal 10 ppm. Dat is honderd keer zo veel ozon als in inademingslucht aanvaardbaar wordt gevonden.
De blauwe kleur van de ozonlaag is zichtbaar in de schemering, omdat ozon een blauw gas is (geel en oranje licht wordt geabsorbeerd). Tijdens de schemering legt de zonnestraling namelijk een lange weg door de ozonlaag af door de zeer geringe invalshoek.
Op 16 september wordt jaarlijks aandacht besteed aan de ozonlaag tijdens de Internationale dag voor behoud van de Ozonlaag.

## Verminderde dikte
De dikte van de ozonlaag is vooral sinds de jaren '80 van de 20e eeuw afgenomen. Boven de zuidpool is steeds in het voorjaar enige tijd ruim de helft van het ozon verdwenen. Ook boven Nederland en België is de ozonlaag dunner geworden, al is de afname veel minder. Ook hier is deze ozonafname het grootst in het voorjaar, terwijl in de herfst nauwelijks minder is gemeten.
Vooral aan het eind van de winters 1995-1996 en 1996-1997 was de ozonlaag boven Nederland en België uitzonderlijk dun. Waarschijnlijk hing dit samen met de bijzondere weersituatie in West-Europa en zeer lage temperaturen in de ozonlaag, waardoor de afbraak door ozonafbrekende stoffen werd bevorderd. Ozonafbrekers zijn bijvoorbeeld cfk's, stoffen die onder meer in koelkasten en piepschuim zijn verwerkt. Zij worden onder invloed van UV-licht afgebroken tot radicalen, die reageren met ozon tot chloormonoxide en moleculair zuurstof:
{\displaystyle \mathrm {Cl^{\cdot }\ +\ O_{3}\longrightarrow \ ClO^{\cdot }\ +\ O_{2}} }
Twee chloormonoxideradicalen zullen dan het stabielere chloorperoxide vormen:
{\displaystyle \mathrm {2\ ClO^{\cdot }\ \longrightarrow \ Cl_{2}O_{2}} }
Op 1 januari 1989 werd het Montrealprotocol van kracht dat het gebruik van ozonafbrekende stoffen wereldwijd aan banden moet leggen. Die maatregelen lijken effect te hebben gehad: waarnemingen tonen aan dat de hoeveelheid ozonafbrekende stoffen in de atmosfeer aan het afnemen is en in 2006 leek de ozonlaag zich langzaam te herstellen.
Vermoedelijk duurt het tot de tweede helft van de 21e eeuw vóór de ozonlaag volledig hersteld is. Ook dan zijn we nog niet uit de problemen, want de toegenomen ultravioletstraling op aarde, ontstaan doordat de dunnere ozonlaag minder straling tegenhoudt, heeft pas veel later zijn uitwerking. Er wordt verwacht dat de ultravioletstraling op het noordelijke halfrond rond 2020 zijn maximum bereikt, en de eerste helft van de 21e eeuw het aantal gevallen van huidkanker en zonnebrand als gevolg van de ozonafname zal toenemen.
De laatste tien jaren (gerekend vanaf 1999) is het aantal gevallen van huidkanker toegenomen. Die toename lijkt voornamelijk toe te schrijven aan het UV-blootstellingsgedrag, zoals een toename in zonvakanties.

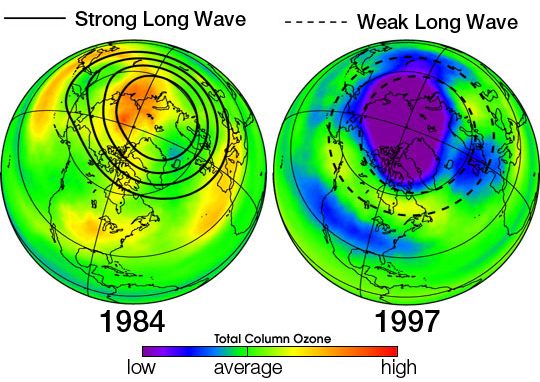
Afname van ozonlaag tussen 1984 en 1997 (bron: NASA)

Met het ozone monitoring instrument wordt de dikte van de ozonlaag vanaf 2004 gemeten vanuit de ruimte.